# 耶拿分析仪器
德国耶拿分析仪器股份公司（Analytik Jena AG）是总部在德国图林根州耶拿的公司，主要提供工业及科研用的分析、生物分析以其它光学设备。耶拿分析仪器成立于1990年，当时是一家分析技术的销售服务公司。耶拿分析仪器前身为卡尔·蔡司公司的分析仪器部。
该公司2000年7月3日起在法兰克福证券交易所上市。公司在世界上90个国家有大约800名雇员。